# Collinsia perplexa
Collinsia perplexa là một loài nhện trong họ Linyphiidae.
Loài này thuộc chi Collinsia. Collinsia perplexa được Eugen von Keyserling miêu tả năm 1886.